# Одри
Одри (на македонска литературна норма: Одри; на албански: Odri) е село в Северна Македония, в община Теарце.

## География
Селото е разположено в областта Долни Полог в източните поли на Шар.

## История
В османски данъчни регистри на немюсюлманското население от вилаета Калканделен от 1626-1627 година Одри е отбелязано като село със 70 джизие ханета (домакинства).
В края на XIX век Одри е смесено българо-албанско село в Тетовска каза на Османската империя. Според статистиката на Васил Кънчов („Македония. Етнография и статистика“) в 1900 година Одри има 210 жители българи християни и 110 арнаути мохамедани.
Според патриаршеския митрополит Фирмилиан в 1902 година в селото има 45 сръбски патриаршистки къщи. По данни на секретаря на Българската екзархия Димитър Мишев („La Macédoine et sa Population Chrétienne“) в 1905 година всичките 360 християнски жители на Одри са българи патриаршисти сърбомани.
При избухването на Балканската война в 1912 година 4 души от Одри са доброволци в Македоно-одринското опълчение.
Според Афанасий Селишчев в 1929 година Одри е село в Доброшка община и има 118 жители с 877 жители българи.
Според преброяването от 2002 година Одри има 1739 жители.
| Националност     | Всичко |
| северномакедонци | 139    |
| албанци          | 1598   |
| турци            | 0      |
| роми             | 0      |
| власи            | 0      |
| сърби            | 2      |
| бошняци          | 0      |
| други            | 0      |